# Orestea
(Le Coefore, vv. 81-83)

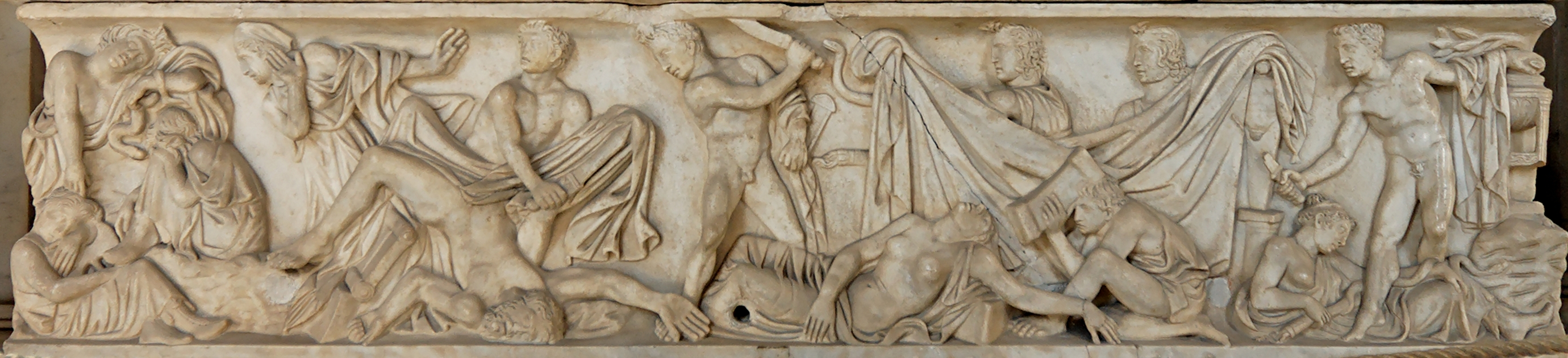
Scene dal mito di Oreste (Musei Vaticani)

L'Orestea (in greco antico: Ὀρέστεια?, Orésteia) è una trilogia formata dalle tragedie Agamennone, Coefore, Eumenidi e seguita dal dramma satiresco Proteo, andato perduto, con cui Eschilo vinse nel 458 a.C. le Grandi Dionisie. Delle trilogie di tutto il teatro greco classico, è l'unica che sia sopravvissuta per intero.
Le tragedie che la compongono rappresentano un'unica storia suddivisa in tre episodi, le cui radici affondano nella tradizione mitica dell'antica Grecia: l'assassinio di Agamennone da parte della moglie Clitennestra, la vendetta del loro figlio Oreste che uccide la madre, la persecuzione del matricida da parte delle Erinni e la sua assoluzione finale ad opera del tribunale dell'Areopago.

## Agamennone
La prima tragedia narra l'omicidio di Agamennone ordito dalla moglie Clitennestra per vendicare il sacrificio della figlia Ifigenia, compiuto dallo stesso Agamennone per placare l'ostilità di Artemide e partire per Troia con i venti favorevoli. Al ritorno dalla Guerra di Troia, Agamennone viene ucciso da suo cugino Egisto, complice e amante di Clitennestra.

## Le Coefore
Le Coefore è la seconda tragedia dell'Orestea. Narra come Oreste, figlio di Agamennone, tornato dieci anni dopo l'omicidio di Agamennone dall'esilio, su ordine del dio Apollo vendica il padre uccidendo Egisto e la propria madre Clitennestra.

## Le Eumenidi
La terza tragedia della trilogia prende il nome dalle Erinni, dee che impersonano la vendetta, le quali erano chiamate anche Eumenidi (ossia “le benevole”) quando erano in atteggiamento positivo. In questa terza parte dell’Orestea viene narrata la persecuzione delle Erinni nei confronti di Oreste, che culmina nella celebrazione di un processo presso il tribunale dell'Areopago. Tale giudizio, che vede le Erinni stesse come accusatrici, Apollo come difensore e Atena a presiedere la giuria, termina con l'assoluzione di Oreste, grazie al voto favorevole di Atena.

## Proteo
Il Proteo era un dramma satiresco posto a conclusione della tetralogia dell'Orestea. Era di argomento comico e il suo scopo era di risollevare l'animo degli spettatori, incupito dagli eventi tragici.

## Commento
L’Orestea costituisce il momento di massima maturità di Eschilo (almeno per le opere note), nonché l'ultima rappresentazione che egli fece ad Atene, prima di trasferirsi a Gela, dove morì due anni dopo. Le tre tragedie costituiscono una trilogia legata, in cui viene raccontata un'unica lunga vicenda. Eschilo era solito mettere in scena trilogie legate, e lo stesso probabilmente facevano i drammaturghi suoi contemporanei. In seguito tale uso verrà abbandonato, tanto che già le trilogie di Sofocle ed Euripide saranno formate da tragedie fra loro indipendenti.
Vi è una forte contrapposizione tra le prime due tragedie e la terza: l’Agamennone e Le Coefore simboleggiano l'irrazionalità del mondo antico ed arcaico, contro, nelle Eumenidi, la razionalità delle istituzioni della polis, in cui Oreste stesso si rifugia.

### Le fonti
A quanto ci è dato sapere, Eschilo fu il primo a scrivere un'opera teatrale sul mito di Oreste, e per farlo poté ispirarsi ad alcune opere non teatrali già scritte sull'argomento. La prima di esse è l’Odissea, che accenna alla vicenda in numerosi brevi passi, non sempre tra loro concordanti. Riunendoli, si ottiene un riassunto più o meno coerente dei fatti raccontati nell’Agamennone e nelle Coefore, senza però che siano nominati Pilade, Elettra e le Erinni. Altri autori che fanno brevi riferimenti alla vicenda sono Esiodo e Pindaro, e sappiamo che un poema oggi perduto, i Nostoi, raccontava in modo esteso la storia narrata nelle prime due tragedie eschilee, introducendo per la prima volta il personaggio di Pilade.
Tuttavia l'opera che sicuramente influenzò maggiormente Eschilo fu l’Orestea di Stesicoro, un lungo poema lirico-narrativo di cui oggi non restano che una manciata di versi. In quest'opera venivano introdotti personaggi e fatti che Eschilo fece propri: la nutrice di Oreste, il sogno di Clitennestra, il riconoscimento di Oreste tramite una ciocca di capelli. Inoltre in quest'opera Apollo dava ad Oreste il proprio arco per difendersi dalle Erinni, che appaiono per la prima volta. Eschilo s'ispirò al poema di Stesicoro per le prime due tragedie, mentre la terza, Le Eumenidi, fu interamente da lui ideata.

### La vendetta
Atreo e Tieste erano due fratelli che si odiavano a morte, poiché avevano avuto una disputa su chi dei due dovesse diventare re di Micene (o di Argo). Inoltre il secondo aveva avuto una relazione con la moglie del primo, sicché Atreo ideò una vendetta terribile: invitò Tieste ad un banchetto, poi di nascosto uccise i tre figli di lui, li cucinò e li diede in pasto al fratello.
Egisto era un altro figlio di Tieste, mentre Agamennone era figlio di Atreo: questo spiega perché il primo volesse la morte del secondo. D’altro canto anche Clitennestra aveva motivo di desiderare la morte di Agamennone, poiché il marito aveva ucciso e sacrificato agli dei la loro figlia Ifigenia, per avere condizioni propizie di navigazione verso Troia.
In seguito Oreste, per vendicare la morte del padre, uccide Egisto e Clitennestra, e la catena di sangue potrebbe proseguire all’infinito, generazione dopo generazione, se non intervenisse la giustizia a fermarla.
Il motivo fondamentale della trilogia è la vendetta (ossia la legge del taglione) come forma arcaica di risoluzione delle controversie, contrapposta nella terza tragedia al mondo moderno, capace invece di organizzare processi che possano fare giustizia. Utilizzando la legge del taglione, infatti, un omicidio non può che portare ad un nuovo omicidio, il quale a sua volta dovrà essere vendicato tramite un terzo omicidio. Viene insomma generata una catena potenzialmente infinita di crimini, lutti e sofferenze (e la saga degli Atridi lo testimonia con molta chiarezza: vedi riquadro). Il meccanismo della vendetta non è dunque più idoneo, ed è necessario che intervenga la comunità a punire i colpevoli. Solo tramite questo intervento, infatti, un crimine potrà essere sanzionato senza generare una nuova vendetta. Nasce quindi la δίκη, la giustizia.

### La giustizia
Ma cos'è la giustizia nell'Orestea? Nella prima tragedia essa coincide con le azioni di Clitennestra, che si fa giustizia da sola per i torti subiti. L'astuzia, la ferocia e l'odio della moglie di Agamennone dominano la prima tragedia al punto che anche Egisto non è che un burattino nelle sue mani. Nella seconda opera ad Oreste si pongono due alternative, entrambe dolorose e sconvolgenti: uccidere la propria madre, oppure non farlo, macchiandosi così di grave mancanza verso il padre e verso il dio Apollo che gli ha dato l'ordine. Oreste qui fatica ad individuare cosa sia giusto, e infatti la sua vendetta non è priva di esitazioni e rimorsi. Infine nella terza tragedia, grazie all'intervento degli dei s'instaura un processo, che rappresenta il modo corretto e moderno di affrontare le controversie.
Eschilo unisce la giustizia umana e quella divina, infatti il processo ad Oreste è celebrato da divinità, ma nell'ambito di un'istituzione, il tribunale ateniese dell'Areopago, che è umana. Gli dei, insomma, intervenendo in quel tribunale danno il loro avallo al moderno senso di giustizia degli uomini (e soprattutto degli ateniesi). E tuttavia è da notare come la votazione finale della giuria (formata non da divinità ma da uomini) sia di parità, e solo grazie al voto favorevole di Atena Oreste venga assolto. Eschilo sembra qui voler rimarcare come gli umani siano comunque inadatti a giudicare le questioni divine: se un dio, Apollo, ha convinto Oreste a compiere un'azione sacrilega, solo un altro dio, Atena, può redimerlo.

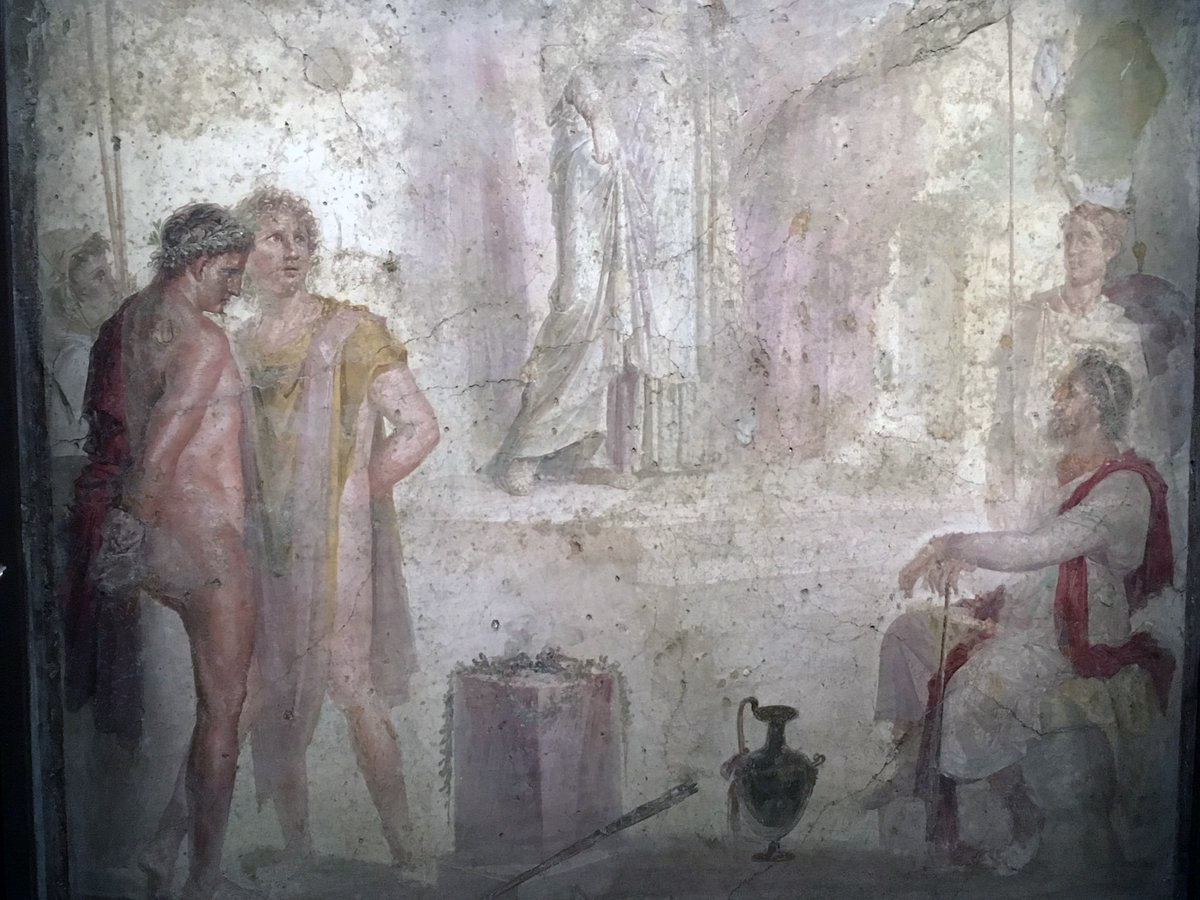
Oreste e Pilade in Tauride (oppure al cospetto di Clitennestra ed Egisto?). Affresco di Pompei, I secolo d.C.

### Gli dei
In Eschilo gli dei si comportano in maniera diversa rispetto alle opere precedenti, come i poemi omerici. In questi ultimi, infatti, le divinità sono profondamente coinvolte nelle vicende umane, e spesso intervengono direttamente a determinare la riuscita o il fallimento delle imprese degli uomini o il vincitore tra due contendenti. In questo tipo di contesto, le possibilità umane di autodeterminarsi sono decisamente limitate, benché non del tutto assenti. In Eschilo invece gli dei guardano a ciò che succede nel mondo, ma senza lasciarsi troppo coinvolgere e soprattutto senza decidere essi stessi le sorti umane. Essi mostrano agli uomini le possibili conseguenze delle loro azioni, ma senza togliere loro il libero arbitrio: Oreste potrebbe decidere di non uccidere la madre, così come Agamennone potrebbe non uccidere Ifigenia. Quando intervengono, gli dei lo fanno solo per accelerare gli effetti delle azioni che gli uomini hanno deciso di compiere. Se un uomo ha fatto cose che lo avviano verso la perdizione (o verso la gloria), gli dei lo spingono ancor più in quella direzione.

### Innovazioni

#### Gli spazi interni
Nelle Eumenidi Eschilo introdusse alcune innovazioni di grande importanza per la tragedia greca (o quantomeno questa è l'opera più antica oggi nota in cui tali innovazioni appaiono). La prima è la valorizzazione degli spazi interni. Le tragedie sono generalmente ambientate in luoghi all'aperto, come del resto all'aperto si svolgeva gran parte della vita sociale dei greci, ma le Eumenidi sono quasi interamente ambientate in spazi chiusi (il tempio di Apollo a Delfi e quello di Atena ad Atene). Viene insomma introdotta l'idea che il teatro, che era un luogo all'aperto, fosse in realtà adatto anche a simulare ambienti interni. Questa idea, che presuppone una maggiore astrazione nella messa in scena, sarà destinata a rivoluzionare la storia del teatro.

#### Le unità aristoteliche
Un'altra innovazione riguarda le convenzioni spazio-temporali delle tragedie. Esse infatti generalmente si attenevano a quelle che in seguito verranno chiamate unità aristoteliche di tempo, luogo e azione. Ciò avveniva probabilmente per necessità tecnico-sceniche (i cambi di scena erano complessi da realizzare, così come era difficile dare agli spettatori l'idea dello scorrere dei giorni), ma Eschilo nelle Eumenidi rompe due delle tre unità, in quanto la vicenda si svolge in un arco di tempo assai più lungo delle 24 ore, ed in ben tre luoghi diversi. Il drammaturgo risolse il problema dei cambi di scena riducendo al minimo le modifiche tra un'ambientazione e l'altra. Nell’Agamennone si ha invece una rottura implicita dell'unità di tempo, poiché, sebbene la vicenda avvenga formalmente in un solo giorno, Eschilo comprime in quel giorno tutta una serie di avvenimenti che nella realtà richiederebbero molto più tempo: la caduta di Troia, la partenza della flotta greca verso casa, l'arrivo ad Argo (oltretutto dopo aver incontrato una tempesta), l'uccisione di Agamennone.